# Félix Mathieu Joffre
Félix Mathieu Joffre, nacido el 26 de marzo de 1903 en Mareil-en-France y fallecido en París en 1989, es un escultor francés, ganador del Premio de Roma en 1929.

## Datos biográficos
Félix Mathieu Joffre nació el 26 de marzo de 1903 en Mareil-en-France, cerca de Chantilly, era un muy buen estudiante en la escuela primaria. A los 9 años de edad en 1912, su padre murió y su familia se trasladó a Saint Ouen, cerca de París. En 1919, Félix Joffre es recibido en la Escuela de Bellas Artes en París, donde fue alumno del destacado profesor Jean Bouchet, y que le tendrá en gran estima.
Más tarde pasó al taller del académico Alfred Giess.
Ganó el prestigioso Premio de Roma en escultura , en 1929, con el bajorrelieve en yeso titulado L´Eté (el verano).
Permaneció pensionado en la Villa Médici de Roma durante cuatro años, de 1930 a 1933. allí fue alumno del escultor Paul Landowski
El artista murió en 1989 en París. 

## Obras
Entre las mejores y más conocidas obras de Félix Mathieu Joffre se incluyen las siguientes:
- Vénus (mármol) Villa de Louviers
- l'Athlète -el atleta (bronce) Stade de Maubeuge
- Discóbolo (bronce) en el stade Léo-Lagrange, Capdenac-Gare[4]
- San Francisco de Asís en la iglesia de Rodez
- Fachada del hôtel des Postes (le Vésinet)
- monumento a la aviadora Maryse Bastié, en la square Carlo Sarrabezolles del XV Distrito de París
- la fachada de la Escuela de Medicina de París (bajo relieve)
- el monumento a la hermandad entre las ciudades de Roma y de París , situado en Roma, Via Parigi

y muchas obras en piedra y bronce, algunos de los cuales fueron adquiridos por el Estado.